# Батальйон поліції «Миколаїв»
Батальйон «Миколаїв» (також відомий як «Святий Миколай») — підрозділ патрульної служби поліції особливого призначення Головного управління Національної поліції України в Миколаївській області.
5 травня 2022 року реорганізовано в батальйон поліції «Тавр».

## Історія
5 травня 2014 року у структурі міліції громадської безпеки ГУ МВС України в Миколаївській області було створено спецбатальйон «Миколаїв».
11 липня 2014 року батальйон вирушив в зону АТО для участі в бойових діях проти терористів та російських загарбників. Бійці спецбатальйону брали участь в операціях з виявлення пособників терористів, у пошуку та ліквідації розвідувально-диверсійних груп терористів на території Донецької та, переважно, Луганської областей.
16 серпня 2014 року 49 бійців спецбатальйону повернулися до Миколаєва із зони АТО. 1 вересня батальйон з боями вийшов з-під Лутугиного. 16 вересня 2014 року, в ході ротації загін бійців батальйону знову відбув до зони АТО. 15 жовтня бійці батальйону були обстріляні терористами з мінометів в районі блокпоста біля села Райгородка на Луганщині.
2 січня 2016 року батальйон спецпризначення «Миколаїв», відоміший як «Святий Миколай», очолив екс-командир розформованого миколаївського батальйону ППС підполковник Михайло Мощанець.
Відбулась чергова ротація спецпризначенців роти патрульної служби поліції особливого призначення «Миколаїв» ГУНП в Миколаївській області. До зони проведення антитерористичної операції вирушив загін правоохоронців, щоб змінити на бойовому посту своїх колег, які протягом тривалого часу охороняли громадський порядок на сході країни.
4 вересня 2016 року з метою недопущення скоєння вуличних злочинів, керівництвом Головного управління Національної поліції в Миколаївській області прийнято рішення про створення спільних піших нарядів, до яких залучатимуться бійці роти патрульної служби поліції особливого призначення «Миколаїв», спеціальної роти поліції та особовий склад патрульної поліції.
29 липня 2017 року батальйон спецпризначенців поліції «Миколаїв» у рамках ротації вирушив в зону АТО. Це відрядження не перше: вже понад три роки раз на кілька місяців поліцейських відправляють в АТО для охорони публічного порядку та виконання інших завдань. Зокрема, бійці спецпідрозділу беруть участь в операціях із виявлення зброї та наркотиків, пособників терористів, у пошуку та ліквідації розвідувально-диверсійних груп терористів на території проведення АТО.
26 лютого  2022 року захищаючи місто Миколаїв від ворожих військ, бійці роти поліції особливого призначення «Миколаїв» разом із колегами та військовими виявили винятковий героїзм та хоробрість. Під час боїв загинули двоє спецназівців – лейтенант Юрій Кравченко та капітан Ярослав Лук'яненко.
17 червня 2022 року дружинам бійців поліції особливого призначення роти «Миколаїв», які загинули під час оборони міста, передали державні нагороди.
Героїзм миколаївських поліцейських державними нагородами відзначив Президент України. Відповідним указом посмертно капітан поліції Ярослав Лук'яненко та лейтенант поліції Юрій Кравченко нагороджені орденами «За мужність» ІІІ ступеня. 17 червня дружинам бійців поліції особливого призначення роти «Миколаїв», які загинули під час оборони міста, передали державні нагороди. Їх вручили поліцейські батальйону особливого призначення "Тавр" (колишній спецпідрозділ "Миколаїв").